# かなことさらら
『かなことさらら』は、2017年7月9日から2020年3月29日まで文化放送の超!A&G+で配信されていたラジオ番組。パーソナリティは高槻かなこと八島さらら。ニコニコチャンネル版「かなことさらら」では、音声のみだった番組を、「映像付き」＆「ほぼノーカット」の大ボリューム版で配信。アーカイブ版はラジオ版が配信されている。第100回放送を記念し、2019年6月6日よりニコニコチャンネル版の動画付きがアーカイブ公開された。

## 概要
公私ともに仲良しの声優、高槻かなこと八島さららの2人による飾らないトーク番組。番組タイトルは2人の名前とダイキン工業株式会社製ルームエアコン「うるるとさらら」から。
ニコニコチャンネル会員による提供を前面に押し出し、提供で「ニコニコチャンネル会員の皆様」と読み上げられる。チャンネル会員は「スポンサー」または「しゅぽんしゃ～」と呼ばれ、三大義務は「布教」「課金」「労働」となっている。チャンネル会員以外は「有象無象」と呼ばれる。

## パーソナリティ
パーソナリティ
- 高槻かなこ（†闇の高槻かなこ†[注 2]。愛称：きんちゃん[注 3]）
- 八島さらら（☆狂気の八島さらら☆[注 4]。愛称：ちゃぴ[注 5]）

## コーナー
ふつおた
おたよりを読むコーナー。

ご立腹です!
リスナーから腹がたったエピソードを募集し、それに共感したり、しなかったり、別の怒りを思い出したりしながら、とにかくエネルギッシュにトークを展開するコーナー。

悲しみの果てに…
リスナーから報告された悲しかった出来事を、慰めたり、一緒に悲しんだり、悲しすぎて逆に怒ったりするかもしれないコーナー。

かなこVSさらら
2人が色んなことで対決するコーナー。対決で負けた方は、命令ボックスからお題を引いて、実施しなければならない。

かしこくなる？コーナー
人よりちょっと賢くなりたい2人が、時事ネタや為になるクイズに挑戦し、勉強していくコーナー。

【ご報告】 #68～
ブログで見かける【ご報告】のような文章で、どうでもいい事から結構重要な事まで、スポンサーや有象無象の貴様らからご報告してもらうコーナー。

大喜利んちゅ #71～#142
しゅぽんしゃーさんや有象無象の貴様らが、きんちゃんとちゃぴを笑顔にする為、大喜利を頑張るコーナー。

自供の小部屋 #67～#77
スポンサーさんや有象無象の貴様らから、未熟が故にしてしまった事を告白してきてもらい、マザーきん、マザーちゃぴからありがたいお言葉を承りますので、反省していただくコーナー。
※ありがたい言葉を言うのが辛くなったのと、【ご報告】と大差ないので終了。

新・自供の小部屋 #79～#134
スポンサーや有象無象の貴様らから、未熟が故にしてしまった事を告白してきてもらい、全て悪霊の所為にして忘れようという新コーナー。
2020年になったので終了。

現実見ろよ、このクソがっ！ #67～#87
スポンサーさんや有象無象の貴様らから、女性声優のラジオでありがちな言って欲しい台詞を送ってもらい、ま、一応仕事なんで真剣に言いはするんですけど！するんですけど！言った後に散々こき下ろしていくコーナー。
2人がリスナーをこき下ろせなくなったので終了。

かなさら　究極の2択 #89～#139
スポンサーさんや有象無象の貴様らから送ってもらった、究極の2択に対して答えていくコーナー。

## 締めの言葉
ちょっとえっちっぽい言葉（ワード） #38～#88
えっちではないけど、えっちに聞こえる言葉。エンディング後に発表される。各回の詳細は下記参照。
アニラジアワードの「えっちなラジオ賞」を目指して始めたコーナーだが、第5回アニラジアワードにて「最優秀女性ラジオ賞」にノミネートされてしまったので終了。

悪霊を退散できそうな言葉（ワード） #90～#134
ちょっとえっちっぽい言葉（ワード）に代わるコーナー。あくまで、退散「できそう」なワード。悪霊が言いそうな言葉(#90)はしっくり来なかったため、退散できそうなワードとして方向転換した。各回の詳細は下記参照。
悪霊に興味を失ったので終了。悪霊のせいにしない。全部、自分のせい。

ジャパニーズジョーク（オヤジギャグ） #135～#143
ジョークを言うジャパニーズといえば、おっさん。

## レギュラー放送
| 回数        | 超A&G+ 配信日     | ニコニコチャンネル配信日         | 締めの言葉                                                 | 備考 |
| ----------- | ----------------- | -------------------------------- | ---------------------------------------------------------- | --- |
| #1          | 2017年7月9日      | 2017年7月12日                    |                                                            | |
| #2          | 2017年7月16日     | 2017年7月19日                    |                                                            | |
| #3          | 2017年7月23日     | 2017年7月26日                    |                                                            | |
| #4          | 2017年7月30日     | 2017年8月2日                     |                                                            | |
| #5          | 2017年8月6日      | 2017年8月9日                     |                                                            | |
| #6          | 2017年8月13日     | 2017年8月16日                    |                                                            | |
| #7          | 2017年8月20日     | 2017年8月23日                    |                                                            | |
| #8          | 2017年8月27日     | 2017年8月30日                    |                                                            | |
| #9          | 2017年9月3日      | 2017年9月6日                     |                                                            | |
| #10         | 2017年9月10日     | 2017年9月13日                    |                                                            | |
| #11         | 2017年9月17日     | 2017年9月20日                    |                                                            | |
| #12         | 2017年9月24日     | 2017年9月27日                    |                                                            | スペシャルゲスト：蜘蛛 |
| #13         | 2017年10月1日     | 2017年10月4日                    |                                                            | |
| #14         | 2017年10月8日     | 2017年10月11日                   |                                                            | |
| #15         | 2017年10月15日    | 2017年10月18日                   |                                                            | |
| #16         | 2017年10月22日    | 2017年10月25日                   |                                                            | |
| #17         | 2017年10月29日    | 2017年11月1日                    |                                                            | |
| #18         | 2017年11月5日     | 2017年11月8日                    |                                                            | |
| #19         | 2017年11月12日    | 2017年11月15日                   |                                                            | |
| #20         | 2017年11月19日    | 2017年11月22日                   |                                                            | |
| #21         | 2017年11月26日    | 2017年11月29日                   |                                                            | |
| #22         | 2017年12月3日     | 2017年12月6日                    |                                                            | |
| #23         | 2017年12月10日    | 2017年12月13日                   |                                                            | |
| #24         | 2017年12月17日    | 2017年12月20日                   |                                                            | |
| #25         | 2017年12月24日(※) | 2017年12月24日(※) 2017年12月27日 |                                                            | クリスマス公開生放送。 ※18:30 - 19:30の1時間の内、前半を超A&G+、後半をニコニコチャンネルで生放送。 超A&G+は18:30 - 19:00。ニコニコチャンネルは19:00 - 19:30。 後日のニコニコチャンネル版は1時間配信。 参加者にイラストが描かれたシールが配られた。 |
| #26         | 2017年12月31日    | 2018年1月3日                     |                                                            | |
| #27         | 2018年1月7日      | 2018年1月10日                    |                                                            | |
| #28         | 2018年1月14日     | 2018年1月17日                    |                                                            | |
| #29         | 2018年1月21日     | 2018年1月24日                    |                                                            | |
| #30         | 2018年1月28日     | 2018年1月31日                    |                                                            | |
| #31         | 2018年2月4日      | 2018年2月7日                     |                                                            | |
| #32         | 2018年2月11日     | 2018年2月14日                    |                                                            | |
| #33         | 2018年2月18日     | 2018年2月21日                    |                                                            | |
| #34         | 2018年2月25日     | 2018年2月28日※                   |                                                            | ※ニコニコチャンネル配信がトラブルにより途中で停止。翌0時から再開。 |
| #35         | 2018年3月4日      | 2018年3月7日                     |                                                            | |
| #36         | 2018年3月11日     | 2018年3月14日                    |                                                            | |
| #37         | 2018年3月18日     | 2018年3月21日                    |                                                            | |
| #38         | 2018年3月25日     | 2018年3月28日                    | 銀ぶら                                                     | この回から締めの言葉がスタート |
| #39         | 2018年4月1日      | 2018年4月4日                     | 秩父                                                       | この回から締めの言葉はリスナーが送ってきたもの。 |
| #40         | 2018年4月8日      | 2018年4月11日                    | ミラ・ジョヴォビッチ                                       | |
| #41         | 2018年4月15日     | 2018年4月18日                    | 舌平目のムニエル                                           | |
| #42         | 2018年4月22日     | 2018年4月25日                    | アヒージョ                                                 | |
| #43         | 2018年4月29日     | 2018年5月2日                     | 熟読                                                       | |
| #44         | 2018年5月6日      | 2018年5月9日                     | しんにょう                                                 | |
| #45         | 2018年5月13日     | 2018年5月16日                    | もみくちゃ                                                 | |
| #46         | 2018年5月20日     | 2018年5月23日                    | 遅延証明                                                   | |
| #47         | 2018年5月27日     | 2018年5月30日                    | プレイステーション                                         | |
| #48         | 2018年6月3日      | 2018年6月6日                     | 乳白色                                                     | |
| #49         | 2018年6月10日     | 2018年6月13日                    | 撫で肩                                                     | |
| #50         | 2018年6月17日     | 2018年6月20日                    | 夜の部                                                     | |
| #51         | 2018年6月24日     | 2018年6月27日                    | 多目的ホール                                               | ゲスト：芹澤優。 八島さらら欠席。 |
| #52         | 2018年7月1日      | 2018年7月4日                     | シークレットサービス。SS                                   | 総集編。 八島さらら欠席。 |
| #53         | 2018年7月8日      | 2018年7月11日                    | 本搾り                                                     | |
| #54         | 2018年7月15日     | 2018年7月18日                    | パルコ                                                     | |
| #55         | 2018年7月22日     | 2018年7月25日                    | されるがまま                                               | |
| #56         | 2018年7月29日     | 2018年8月1日                     | もろきゅう                                                 | |
| #57         | 2018年8月5日      | 2018年8月8日                     | おたま                                                     | |
| #58         | 2018年8月12日     | 2018年8月15日                    | ロマンスカー                                               | |
| #59         | 2018年8月19日     | 2018年8月22日                    | スプラッシュマウンテン                                     | |
| #60         | 2018年8月26日     | 2018年8月29日                    | アンパン(チ)                                               | |
| #61         | 2018年9月2日      | 2018年9月5日                     | パイレーツ・オブ・カリビアン                               | |
| #62         | 2018年9月9日      | 2018年9月12日                    | ひとりよがり                                               | |
| #63         | 2018年9月16日     | 2018年9月19日                    | 真っ昼間                                                   | |
| #64         | 2018年9月23日     | 2018年9月26日                    | 一夜漬け                                                   | |
| #65         | 2018年9月30日     | 2018年10月3日                    | かちかち山                                                 | |
| #66         | 2018年10月07日    | 2018年10月10日                   | モロヘイヤ                                                 | |
| #67         | 2018年10月14日    | 2018年10月17日                   | 事後通販(買ってね)                                         | |
| #68         | 2018年10月21日    | 2018年10月24日                   | はじめてのおつかい                                         | |
| #69         | 2018年10月28日    | 2018年10月31日                   | テラスハウス                                               | |
| #70         | 2018年11月4日     | 2018年11月7日                    | イソフラボン                                               | |
| #71         | 2018年11月11日    | 2018年11月14日                   | パンツェッタ・ジローラモ                                   | この回からニコニコチャンネル版にて、締めの言葉が採用されたリスナーを表示。 |
| #72         | 2018年11月18日    | 2018年11月21日                   | 熱燗                                                       | |
| #73         | 2018年11月25日    | 2018年11月28日                   | 奥の細道                                                   | |
| #74         | 2018年12月02日    | 2018年12月05日                   | ビン・カン・ペットボトル                                   | |
| #75         | 2018年12月09日    | 2018年12月12日                   | マロニーちゃん                                             | |
| #76         | 2018年12月16日    | 2018年12月19日                   | ホリエモン                                                 | |
| #77         | 2018年12月23日    | 2018年12月26日                   | ピクミン                                                   | |
| #78         | 2018年12月30日    | 2019年1月4日                     | PayPay                                                     | ニコニコチャンネル版は、年始進行のため金曜配信。 |
| #79         | 2019年1月6日      | 2019年1月9日                     | それでは聴いてください。「スキマスイッチ」で「全力少年」。 | 「スキマスイッチ」と「全力少年」の合わせ技。 |
| #80         | 2019年1月13日     | 2019年1月16日                    | IKKOさん                                                   | |
| #81         | 2019年1月20日     | 2019年1月23日                    | あいみょん                                                 | |
| #82         | 2019年1月27日     | 2019年1月30日                    | 山下達郎                                                   | |
| #83         | 2019年2月3日      | 2019年2月6日                     | 1ニョッキ                                                  | ニコニコチャンネル版にて、かなことさららプロデュースキッチンのプレゼントキャンペーン当選者抽選の模様を放送。 |
| #84         | 2019年2月10日     | 2019年2月13日                    | 世界史の先生                                               | |
| #85         | 2019年2月17日     | 2019年2月20日                    | 麺職人                                                     | 高槻かなこ欠席。 |
| #86         | 2019年2月24日     | 2019年2月27日                    | M.LEAGUE（Mリーグ）                                        | |
| #87         | 2019年3月3日      | 2019年3月6日                     | ハズキルーペ                                               | |
| #88         | 2019年3月10日     | 2019年3月13日                    | シティーハンター with キャッツアイ                         | |
| #89         | 2019年3月17日     | 2019年3月20日                    | -(素直にばいばーい)                                        | |
| #90         | 2019年3月24日     | 2019年3月27日                    | ちゅき                                                     | この回のみ「悪霊が言いそうな言葉(ワード)」 |
| #91         | 2019年3月31日     | 2019年4月3日                     | 墾田永年私財法(by 八島さらら)                              | 悪霊が退散できそうな言葉(ワード)に変更 |
| #92         | 2019年4月7日      | 2019年4月10日                    | ケ・セラ・セラ(by 高槻かなこ)                              | |
| #93         | 2019年4月14日     | 2019年4月17日                    | やずや やずや                                              | この回から締めの言葉はリスナーが送ってきたもの。 |
| #94         | 2019年4月21日     | 2019年4月24日                    | 紅だー！                                                   | 超A&G+版では、X JAPANの紅が放送された。 |
| #95         | 2019年4月28日     | 2019年5月1日                     | カン！嶺上開花                                             | |
| #96         | 2019年5月5日      | 2019年5月8日                     | ピーター・ファン・デン・ホーヘンバンド                     | |
| #97         | 2019年5月12日     | 2019年5月15日                    | 高田馬場                                                   | |
| #98         | 2019年5月19日     | 2019年5月22日                    | クリスタルガイザー                                         | |
| #99         | 2019年5月26日     | 2019年5月29日                    | 恵比寿ガーデンプレイス                                     | |
| #100        | 2019年6月2日      | 2019年6月5日                     | アタックチャンス                                           | |
| #101        | 2019年6月9日      | 2019年6月12日                    | タウリン3000mg                                             | ちゃぴバースデー放送 |
| #102        | 2019年6月16日     | 2019年6月19日                    | 膀胱炎                                                     | |
| #103        | 2019年6月23日     | 2019年6月26日                    | キェェェェーー！                                           | |
| #104        | 2019年6月30日     | 2019年7月3日                     | IWGP                                                       | |
| #105        | 2019年7月7日      | 2019年7月10日                    | 前方後円墳                                                 | |
| #106        | 2019年7月14日     | 2019年7月17日                    | シュプリーム                                               | |
| #107        | 2019年7月21日     | 2019年7月24日                    | 大どんでん返し                                             | |
| #108        | 2019年7月28日     | 2019年7月31日                    | のびーる のびーる ストップ！                               | |
| #109        | 2019年8月4日      | 2019年8月7日                     | 東幹久                                                     | |
| #110        | 2019年8月11日     | 2019年8月14日                    | コンテンポラリーダンス                                     | |
| #111        | 2019年8月18日     | 2019年8月21日                    | カルーセル麻紀                                             | |
| #112        | 2019年8月25日     | 2019年8月28日                    | Vネック                                                    | |
| #113        | 2019年9月1日      | 2019年9月4日                     | もんげー                                                   | |
| #114        | 2019年9月8日      | 2019年9月11日                    | 龍角散                                                     | |
| #115        | 2019年9月15日     | 2019年9月18日                    | ムーニーマン                                               | |
| #116        | 2019年9月22日     | 2019年9月15日                    | スパイラル綿棒                                             | |
| #117        | 2019年9月29日     | 2019年10月2日                    | フレア フレグランス                                        | きんちゃんバースデー放送 この回からMAGESが提供から外れる。 |
| #118        | 2019年10月6日     | 2019年10月9日                    | ジョンソン・エンド・ジョンソン                             | |
| #119        | 2019年10月13日    | 2019年10月16日                   | リーチマイケル                                             | |
| #120        | 2019年10月20日    | 2019年10月23日                   | 35歳 独身                                                  | |
| #121        | 2019年10月27日    | 2019年10月30日                   | 吊るされた男                                               | |
| #122        | 2019年11月3日     | 2019年11月6日                    | 渋谷メルトダウン                                           | |
| #123        | 2019年11月10日    | 2019年11月13日                   | アラビックヤマト                                           | |
| #124        | 2019年11月17日    | 2019年11月20日                   | ペイペイドーム                                             | |
| #125        | 2019年11月24日    | 2019年11月27日                   | LOVE 2000                                                  | |
| #126        | 2019年12月1日     | 2019年12月4日                    | はい、吾郎さん                                             | |
| #127        | 2019年12月8日     | 2019年12月11日                   | 鍾乳洞                                                     | |
| #128        | 2019年12月15日    | 2019年12月18日                   | 機材席解放                                                 | |
| #129        | 2019年12月22日    | 2019年12月25日                   | スーパー・ササダンゴ・マシン                               | |
| #130        | 2019年12月29日    | 2020年12月1日                    | 四千頭身                                                   | |
| #131        | 2020年1月5日      | 2020年1月8日                     | 日本ブレイク工業                                           | |
| #132        | 2020年1月12日     | 2020年1月15日                    | 謹賀新年                                                   | |
| #133        | 2020年1月19日     | 2020年1月22日                    | 夜のお菓子。うなぎパイ                                     | |
| #134        | 2020年1月26日     | 2020年1月29日                    | 悪霊、タイキック                                           | |
| #135        | 2020年2月2日      | 2020年2月5日                     | 松戸市マッドシティ                                         | |
| #136        | 2020年2月9日      | 2020年2月12日                    | 地面に馴染めん                                             | |
| #137        | 2020年2月16日     | 2020年2月19日                    | たまちゃんの玉転がし                                       | |
| #138        | 2020年2月23日     | 2020年2月26日                    | 毛根が、もうこんなに                                       | |
| #139        | 2020年3月1日      | 2020年3月4日                     | 耳貸して。イヤーーーー(ear)                                | 番組が終了する旨を告知。 |
| #140        | 2020年3月8日      | 2020年3月11日                    | 金がねぇから、もう飲まねぇ(No money)                       | |
| #141        | 2020年3月15日     | 2020年3月18日                    | 箱を漁ると、アサルトライフル                               | |
| #142        | 2020年3月22日     | 2020年3月25日                    | 鼻炎でぴえん                                               | |
| #143        | 2020年3月29日     | 2020年4月1日                     | ラストは、グラスとって、かんぱーい                         | 100回放送記念のご褒美の1つ、扉絵が更新された。 |
| #143 おまけ | -                 | 2020年4月8日                     | -                                                          | ニコニコチャンネル版のみ |

## 生放送
| 放送日         | タイトル                                                 | 備考 |
| -------------- | -------------------------------------------------------- | --- |
| 2017年5月16日  | かなことさらら 公式ニコ生特番                            | レギュラー化前特番 |
| 2017年6月20日  | かなことさらら＋                                         | レギュラー化前特番2 |
| 2017年9月26日  | 高槻かなこ生誕祭スペシャル                               | |
| 2017年12月24日 | クリスマス公開生放送(#25)                                | 18:30 - 19:30の1時間の内、前半を超A&G+、後半をニコニコチャンネルで生放送。 超A&G+は18:30 - 19:00。ニコニコチャンネルは19:00 - 19:30。 |
| 2018年6月5日   | かなことさらら1周年＆ちゃぴ生誕スペシャル                | |
| 2018年9月25日  | 「高槻かなこ生誕祭2018～自由にやりたい25の夜～」準備放送 | 番組に向けて準備中のきんちゃんと・・・ 22:10～22:24。ニコニコチャンネル会員向けの準備放送。                                           |

## 一挙放送
| 放送日        | タイトル                            | 放送回   |
| ------------- | ----------------------------------- | -------- |
| 2018年7月14日 | 『かなことさらら』一挙放送～1日目～ | #1～#17  |
| 2018年7月21日 | 『かなことさらら』一挙放送～2日目～ | #18～#33 |
| 2018年7月28日 | 『かなことさらら』一挙放送～3日目～ | #34～#50 |

## イベント
| 出演日        | 時刻           | タイトル                                                        | 会場                                      | 放送日        | 締めの言葉           | 備考                                                          |
| ------------- | -------------- | --------------------------------------------------------------- | ----------------------------------------- | ------------- | -------------------- | ------------------------------------------------------------- |
| 2018年1月28日 | 14:00～15:30   | かなことさららと公開収録 昼公演                                 | 時事通信ホール（東京都）                  | 2018年2月7日  |                      |                                                               |
| 2018年1月28日 | 18:30～20:00   | かなことさららと公開収録 夜公演                                 | 時事通信ホール（東京都）                  | 2018年2月14日 |                      |                                                               |
| 2018年9月15日 | 13:00～15:00頃 | かなさら"残暑"イベント！ 遅れて来た夏休みの宿題 昼:読書感想文編 | 東京総合美容専門学校ホール（東京都）      | -             | タピオカミルクティー | かなことさららプロデュースキッチンにて、一部上映              |
| 2018年9月15日 | 17:30～19:30頃 | かなさら"残暑"イベント！ 遅れて来た夏休みの宿題 夜:自由研究編   | 東京総合美容専門学校ホール（東京都）      | -             | ムロツヨシ           | かなことさららプロデュースキッチンにて、一部上映              |
| 2019年8月11日 | 15:00～        | かなことさららの夏祭り 昼の部                                   | 和光市民文化センター サンアゼリア大ホール | -             | 提灯                 |                                                               |
| 2019年8月11日 | 18:00～        | かなことさららの夏祭り 夜の部                                   | 和光市民文化センター サンアゼリア大ホール | -             | 輪投げ               |                                                               |
| 2020年2月22日 |                | DVD『かなさら女子のご褒美韓国旅』 購入特典 お渡し会             | 江戸川区小松川区民館                      | -             | -                    | 3部制の予定だったが、2部制に変更された。 ブロマイドをお渡し。 |

## 大喜利んちゅ
| 放送回 | お題                                                                 |
| ------ | -------------------------------------------------------------------- |
| #71    | 街中で、この人絶対かなさらリスナーだなぁ という人を発見。その理由は? |
| #75    | 折角の鍋パーティーなのに全然盛り上がらない。何故?                    |
| #81    | 猫が炬燵を拒んでいます。何故?                                        |
| #89    | 桃太郎が「こんなお供で鬼に勝てるか!」新たに誰をスカウトした?         |
| ＃95   | 駅まで5分で、家賃3万。但し?                                          |
| #103   | ジジイが駄々をこねています。なぜ?                                    |
| #109   | 100歳の女性声優のラジオ。どんな萌えセリフを読んでいる?               |
| #115   | ラーメン店の貼り紙に書かれていた、意外すぎる臨時休業の理由とは       |
| #119   | モテないサラリーマン。高身長、高収入。だけど?                        |
| #125   | 「お冷ください」に一言加えて、かっこいいセリフに変えてください。     |
| #131   | ビンタしたい男No.1。その特徴とは?                                    |
| #135   | 鬼は外。福は内に一言加えて、豆まきをもっと楽しくしてください。       |
| #140   | 「最悪なホワイトデーだ」と嘆いている男子。何があった?                |
| #142   | エイプリルフールにTwitterに書いたら、めちゃくちゃバズりそうなこと。  |

## グッズ
| 商品名                                                    | 価格(税抜) | イベント価格 | 説明 | 備考 |
| --------------------------------------------------------- | ---------- | ------------ | --- | --- |
| スポンサー限定 おしゃぶり風チャーム                       | \2,000     | -            | スタッフの9割が反対した、闇と狂気のおしゃぶり風チャーム 皆が買ってくれるって言うから、本当に作っちゃったよ！                                                                                 | チャンネル会員限定グッズ。300個限定。 |
| キョウキのフルグラTシャツ                                 | \4,500     |              | 飽きのこないデザインのストリートムード溢れるTシャツ。 抜け感を与えてくれる、ラフなシルエットがGood！冬コーデにぴったり♪                                                                      | サイズ：M・L・XL 2人の顔をコラージュした赤ちゃんの顔が印刷されたフルグラフィックTシャツ。 |
| ヤミのエミヤTシャツ                                       | \3,000     |              | こっちは本当に着やすいデザインで作ってみました。 七分丈なので、オールシーズン着こなせる。 | サイズ：M・L・XL |
| かなさら オフィシャルパーカー                             | \5,500     |              | かなことさららが本気で自分たちが着る1着としてデザインしたパーカー。 お父さん、お母さんにも普通のパーカーだって言えるゾ！                                                                     | サイズ：M・L・XL 白 |
| かなことさららとスマホのケース                            | \3,000     |              | サイズ約W72mm×H146㎜×D20㎜ | ※かなことさららは付いてきません。 |
| トレーディング缶バッジ                                    | \500       |              | サイズ56mmφ 種類全11種 | ※絵柄はお選び頂けません。 ※複数購入の際、絵柄が重複する可能性がございます。 |
| かなことさらら 公開収録パンフレット                       | \2,000     | \2,000       | 長年に渡り数多くの観客を魅了してきた ミュージカル「かなことさらら」 初演から最新作までのパンフレット全てを収録した、 ファン必見のパンフレット。 ※主演2人へのかなさらインタビューも掲載       | |
| かなことさらら ポストカード（全22種類）                   | \500       | \500         | 「ふう、やっと家に着いた。 部長ったら新年会からあんなにはしゃいじゃって……。 あ、これあいつから来た年賀状。 忙しくて返し忘れちゃってた。 そうだ、このポストカード使ってびっくりさせようかな」 | 1セット2枚入り ※このポストカードはL版サイズとなり、通常のはがきより一回り小さい大きさになります イベント購入時に当たり券が入っていた場合、MA-1(スタッフパーカー)がプレゼントされた。                                                               |
| かなことさらら フォトホルダー                             | \1,500     | \1,500       | あなたの思い出をかなことさららと共に--- 可愛らしいデザインで作られた、 かなことさららポストカードも入る 40ポケットのフォトホルダー。                                                         | |
| かなさらパーカー BLACK                                    | \5,500     |              | かなさらパーカーについに黒が登場！ 汚れも気になりにくい、みんなの味方DA!!! "全世界がかなさらに夢中…"                                                                                         | サイズ：L・XL 黒 |
| 天国の世界平和Tシャツ                                     | \4,500     | \4,500       | かなことさららの2人が本気で考えた、日常使いにピッタリなTシャツ！ こちらは世界平和をイメージしたTシャツ。                                                                                     | サイズ：M・L |
| 地獄の闇狂気Tシャツ                                       | \4,500     | \4,500       | かなことさららの2人が本気で考えた、日常使いにピッタリなTシャツ！ こちらは闇と狂気をイメージしたTシャツ。                                                                                     | サイズ：M・L |
| かなことさらら ランダムブロマイド                         | \500       | \500         | かなさら初のブロマイド！ 様々な顔を見せてくれた2人・・・どの写真もサイコー♪ | 商品仕様：1セット2枚入り サイズ：L版 種類：全24種 ※絵柄はお選び頂けません。 イベント購入時に当たり券が入っていた場合、ポスター(パンフレットの表紙または背表紙と同じデザイン)がプレゼントされた。 当たりの中には大当たり(2人のサイン入り)があった。 |
| かなことさらら キャップ                                   | \3,500     | \3,500       | 「俺、かなことさらら大好きなんだよね」って言うのが恥ずかしいだって? そんなキミにはこの帽子! 一見するとイイ感じだし、よく見るとかなさら愛に溢れてるって分かっちゃう!                          | サイズ：F（約57cm～59cm/調整可能） ステッカー付。 |
| かなことさらら イベントパンフレット                       | \2,000     | \2,000       | 「かなさら残暑イベント～遅れてきた夏休みの宿題～」パンフレット 2人を全く別ベクトルから撮影した、渾身の1冊                                                                                    | 商品仕様：A4サイズ／20ページ／フルカラー |
| かなことさらら ビッグアクリルキーホルダー                 | \2,000     | \2,000       | ビッグな声優になっていく2人をイメージした、ビックキーホルダー | 商品仕様：2種1セット サイズ：H100mm×W90mm程度 |
| かなさらiPhoneケース                                      | \2,000     | \2,000       | 美容室の人にも「これオシャレっすね」って言われたから、これ絶対おしゃれです | 7・8用対応機種：iPhone 7、iPhone 8 7 Plus・8 Plus用対応機種：iPhone 7 Plus、iPhone 8 Plus X用対応機種：iPhone X 素材：ポリカーボネート |
| かなことさららステッカー                                  | \500       | \500         | どんなアイテムも、かなさらグッズに変える魔法のステッカー | サイズ：A4 |
| 【DVD】かなことさらら in 沖縄                             | \4,500     | \4,500       | 高槻かなこと―――― 八島さららが―――― 沖縄に――――きた―――― 遊んで、食べて なんくるないさー♪ | 収録時間：本編(約53min) 出演者：高槻かなこ、八島さらら イベントで購入時、先着でクリスマス公開生放送時に配られたシールがおまけでつけられた。 |
| かなことさららの夏祭り パンフレット                       | \2,000     | \2,500       | 全24Pの超大作パンフレット!今回の撮影スポットには曰くが（?） もしかしたらなにか写り込んでるかも……。端から端までしっかりと読んでほしい１冊。                                                   | 商品仕様：A4サイズ／24ページ／フルカラー |
| かなさら夏祭りブロマイド（2枚1セット）※当たりつき         | \500       | \500         | 「今までで1番かわいい2人を抑えた!」とスタッフが豪語するブロマイド。 夏、恋、お祭り、線香花火、和室、妖艶、そして……。                                                                         | サイズ：L版 種類：全40種 ※1セット2枚入り ※絵柄はお選びいただけません。 ※ランダムで直筆サインの当たり付き！ |
| かなさら夏祭り Tシャツ                                    | \3,500     | \3,500       | かわいいきんちゃぴ描き下ろしイラストのTシャツ！ 暑い夏にはTシャツが何枚あっても足りないぜ！                                                                                                  | サイズ M（着丈：67cm 身幅：49cm 肩幅：41cm 袖丈：62cm） L（着丈：70cm 身幅：52cm 肩幅：44cm 袖丈：63cm） XL（着丈：73cm 身幅：55cm 肩幅：47cm 袖丈：64cm）                                                                                         |
| かなさら夏祭り 法被                                       | \6,000     | \6,000       | まつりだ！まつりだ！まつりだ！まつりだ！法被だ！ | サイズ：F（着丈：85cm 身幅：67cm） |
| かなさら提灯（通常ver.）                                  | \2,500     | \2,500       | お祭りだから提灯だ！ DIYでおもしろギミックを作ることも可能（自己責任） | サイズ：約φ80×260mm |
| かなさら提灯（イベント ver.）                             | \3,000     | \3,000       | お祭りだから提灯だ！こっちはでかい提灯だ！ DIYでおもしろギミックを作ることも可能（自己責任）                                                                                                 | サイズ：約W255×H270mm |
| センスの良い扇子                                          | \2,000     | \2,000       | 普段遣いも出来るかもしれない扇子 暑い夏に１本おすすめ 扇子だけセンスGOOD | 寸法：7寸30間 |
| きんちゃぴ袋                                              | \1,000     | \1,000       | 小物入れにピッタリなきんちゃぴ袋 裏面にもプリントあり（まだ内緒） | サイズ：約150×180mm 材質：ポリエステル |
| きんちゃぴてぬぐい                                        | \4,500     | \4,500       | 「あんたまたタオル買ってきて！」 「ち、ちがうよこれはてぬぐいだよ！剣道するときにも使えるんだぜ！」 「あら手ぬぐいなの、素敵じゃない」                                                       | サイズ：約350×90mm |
| かなことさららのサンダル                                  | \3,500     | \3,500       | 夏、サンダルを求めているすべての人に。 S/M/Lの３サイズご用意いたしました。 | サイズ：S（25cm相当）、M（27cm相当）、L（29cm相当） ※製造元記載のサイズよりも1サイズ小さく感じますので、ご注文の際はご注意ください。 |
| かなさらドラムバッグ                                      | \4,500     | \4,500       | 超実用的なドラムバッグ。学校でブランド物と勘違いさせよう！ 「２泊３日の旅行にピッタリです（東京都20代男性）」                                                                                | サイズ：約W580×H280mm 材質：ポリエステル |
| おしゃぶり風チャーム ver.2                                | -          | \2,000       | 売れ残るとやばいやつ、第二弾。マイナーチェンジしてます。 | |
| 高槻かなこ＆八島さらら かなさら女子のご褒美韓国旅 【DVD】 | \5,500     | -            | 声優・高槻かなこと八島さららによる韓国ご褒美ロケ！ 今回は番組初の海外！韓国に行ってきました。 かなことさららの2人が買い物や絶品グルメに大はしゃぎ！ テンションMAXな旅を繰り広げます。        | 発売日：2019年11月27日 |

## かなことさららプロデュースキッチン
セガコラボカフェ 秋葉原2号館にて開催された。期間は2018年12月21日 - 2019年1月6日。カフェ利用時間は10:30 - 22:00（ラストオーダーは21:30）。フリー入場制。店内に設置された2台のモニタで、かなさら"残暑"イベント。昼の部・夜の部の一部と録り下ろしのかなこVSさらら（ボムボムゲーム）が上映されていた。2018年12月25日には、高槻と八島がサプライズで訪れた。

### カフェメニュー
| メニュー         | 分類               | 商品名                                                     | 価格(税8%込) | 説明                                                      | 備考 | アレルギー性食物   |
| ---------------- | ------------------ | ---------------------------------------------------------- | ------------ | --------------------------------------------------------- | --- | ------------------ |
| ドリンクメニュー | 哺乳瓶ドリンク     | 闇と狂気の哺乳瓶ドリンク 白                                | 各1,000円    | ほんのりミルクティー                                      | ご提供時に空の哺乳瓶型プラスチック製容器とミルクをお渡しします。 容器に付属されている粉末とミルクは容器内で混ぜてご使用ください。 容器を振る際は蓋をしっかり締めてください。中身が飛び出る可能性があります。 ※容器は使い捨てになります。再使用はできません。 ※仕様上、一度蓋を閉めると開封できません。ご使用になる際はご注意ください。 ※蓋は無理に取り外さないでください。破損の原因になります。 ※電子レンジでの仕様はできません。 ※容器に亀裂・変形がある場合は使用しないでください。 ※なくなり次第、終了となります。 ※ステッカーはつきません。 | 乳                 |
| ドリンクメニュー | 哺乳瓶ドリンク     | 闇と狂気の哺乳瓶ドリンク 黒                                | 各1,000円    | チョコバナナ                                              | ご提供時に空の哺乳瓶型プラスチック製容器とミルクをお渡しします。 容器に付属されている粉末とミルクは容器内で混ぜてご使用ください。 容器を振る際は蓋をしっかり締めてください。中身が飛び出る可能性があります。 ※容器は使い捨てになります。再使用はできません。 ※仕様上、一度蓋を閉めると開封できません。ご使用になる際はご注意ください。 ※蓋は無理に取り外さないでください。破損の原因になります。 ※電子レンジでの仕様はできません。 ※容器に亀裂・変形がある場合は使用しないでください。 ※なくなり次第、終了となります。 ※ステッカーはつきません。 | 乳                 |
| ドリンクメニュー | オリジナルドリンク | プロデュースキッチン オリジナルドリンク コーラver.         | 各600円      | コーラ+レモンゼリー                                       | オリジナルドリンクを1品ご注文につき、いずれかのドリンク&サイドメニューステッカーが1枚もらえる! 【サイズ】H約90mm×W約90mm ※絵柄はお選びいただけません。 ※サイドメニューのご注文でもらえるステッカーと同じものです。 ※哺乳瓶ドリンクは対象外です。 ※コーヒー（ホット/アイス）、ホットココアも対象となります。 ※なくなり次第、配布終了となります。 全15種。 |                    |
| ドリンクメニュー | オリジナルドリンク | プロデュースキッチン オリジナルドリンク ソーダver.         | 各600円      | 炭酸飲料+ソーダゼリー                                     | オリジナルドリンクを1品ご注文につき、いずれかのドリンク&サイドメニューステッカーが1枚もらえる! 【サイズ】H約90mm×W約90mm ※絵柄はお選びいただけません。 ※サイドメニューのご注文でもらえるステッカーと同じものです。 ※哺乳瓶ドリンクは対象外です。 ※コーヒー（ホット/アイス）、ホットココアも対象となります。 ※なくなり次第、配布終了となります。 全15種。 |                    |
| ドリンクメニュー | オリジナルドリンク | プロデュースキッチン オリジナルドリンク アセロラver.       | 各600円      | アセロラドリンク+ピーチゼリー                             | オリジナルドリンクを1品ご注文につき、いずれかのドリンク&サイドメニューステッカーが1枚もらえる! 【サイズ】H約90mm×W約90mm ※絵柄はお選びいただけません。 ※サイドメニューのご注文でもらえるステッカーと同じものです。 ※哺乳瓶ドリンクは対象外です。 ※コーヒー（ホット/アイス）、ホットココアも対象となります。 ※なくなり次第、配布終了となります。 全15種。 |                    |
| ドリンクメニュー | オリジナルドリンク | プロデュースキッチン オリジナルドリンク 白ブドウver.       | 各600円      | 白ブドウジュース+レモンゼリー                             | オリジナルドリンクを1品ご注文につき、いずれかのドリンク&サイドメニューステッカーが1枚もらえる! 【サイズ】H約90mm×W約90mm ※絵柄はお選びいただけません。 ※サイドメニューのご注文でもらえるステッカーと同じものです。 ※哺乳瓶ドリンクは対象外です。 ※コーヒー（ホット/アイス）、ホットココアも対象となります。 ※なくなり次第、配布終了となります。 全15種。 |                    |
| ドリンクメニュー | オリジナルドリンク | プロデュースキッチン オリジナルドリンク 乳酸飲料ver.       | 各600円      | 乳酸飲料+ピーチゼリー                                     | オリジナルドリンクを1品ご注文につき、いずれかのドリンク&サイドメニューステッカーが1枚もらえる! 【サイズ】H約90mm×W約90mm ※絵柄はお選びいただけません。 ※サイドメニューのご注文でもらえるステッカーと同じものです。 ※哺乳瓶ドリンクは対象外です。 ※コーヒー（ホット/アイス）、ホットココアも対象となります。 ※なくなり次第、配布終了となります。 全15種。 | 乳                 |
| ドリンクメニュー | その他ドリンク     | コーヒー（ホット/アイス）                                  | 各600円      |                                                           | オリジナルドリンクを1品ご注文につき、いずれかのドリンク&サイドメニューステッカーが1枚もらえる! 【サイズ】H約90mm×W約90mm ※絵柄はお選びいただけません。 ※サイドメニューのご注文でもらえるステッカーと同じものです。 ※哺乳瓶ドリンクは対象外です。 ※コーヒー（ホット/アイス）、ホットココアも対象となります。 ※なくなり次第、配布終了となります。 全15種。 |                    |
| ドリンクメニュー | その他ドリンク     | ホットココア                                               | 各600円      |                                                           | オリジナルドリンクを1品ご注文につき、いずれかのドリンク&サイドメニューステッカーが1枚もらえる! 【サイズ】H約90mm×W約90mm ※絵柄はお選びいただけません。 ※サイドメニューのご注文でもらえるステッカーと同じものです。 ※哺乳瓶ドリンクは対象外です。 ※コーヒー（ホット/アイス）、ホットココアも対象となります。 ※なくなり次第、配布終了となります。 全15種。 | 乳                 |
| フードメニュー   | フードメニュー     | きんちゃんの世界平和ガパオ                                 | 各1,200円    | 「ガパオライスをもっと美味しくするトッピング」がおススメ! | フードメニューはファーストオーダー時におひとり様いずれか1品のみご注文いただけます。 フードメニューを1品ご注文につき、フードステッカーが1枚もらえる! 【サイズ】H約150mm×W約約150mm 全1種類。※なくなり次第、配布終了となります。 | 卵・小麦・乳       |
| フードメニュー   | フードメニュー     | ちゃぴの八郎ラーメン                                       | 各1,200円    | 「ましまし!」トッピングがおススメ!                        | フードメニューはファーストオーダー時におひとり様いずれか1品のみご注文いただけます。 フードメニューを1品ご注文につき、フードステッカーが1枚もらえる! 【サイズ】H約150mm×W約約150mm 全1種類。※なくなり次第、配布終了となります。 | 卵・小麦           |
| フードメニュー   | サイドメニュー     | ガパオライスをもっと美味しくするトッピング                 | 各600円      | ガパオライスにトッピング! えびせん&目玉焼きセット         | サイドメニューはおひとり様それぞれ2品までご注文いただけます。 サイドメニューを1品ご注文につき、いずれかのドリンク&サイドメニューステッカーが1枚もらえる! 【サイズ】H約90mm×W約90mm ※絵柄はお選びいただけません。 ※ドリンクメニューのご注文でもらえるステッカーと同じものです。 ※なくなり次第、配布終了となります。 全15種。 | 卵・小麦・乳・えび |
| フードメニュー   | サイドメニュー     | ましまし!                                                  | 各600円      | ラーメンにトッピング! ラーメン増しトッピング              | サイドメニューはおひとり様それぞれ2品までご注文いただけます。 サイドメニューを1品ご注文につき、いずれかのドリンク&サイドメニューステッカーが1枚もらえる! 【サイズ】H約90mm×W約90mm ※絵柄はお選びいただけません。 ※ドリンクメニューのご注文でもらえるステッカーと同じものです。 ※なくなり次第、配布終了となります。 全15種。 | 卵・小麦           |
| フードメニュー   | サイドメニュー     | かしこくなる?なんこつ                                      | 各600円      |                                                           | サイドメニューはおひとり様それぞれ2品までご注文いただけます。 サイドメニューを1品ご注文につき、いずれかのドリンク&サイドメニューステッカーが1枚もらえる! 【サイズ】H約90mm×W約90mm ※絵柄はお選びいただけません。 ※ドリンクメニューのご注文でもらえるステッカーと同じものです。 ※なくなり次第、配布終了となります。 全15種。 | 卵・小麦           |
| フードメニュー   | サイドメニュー     | ポテトとサラダ                                             | 各600円      |                                                           | サイドメニューはおひとり様それぞれ2品までご注文いただけます。 サイドメニューを1品ご注文につき、いずれかのドリンク&サイドメニューステッカーが1枚もらえる! 【サイズ】H約90mm×W約90mm ※絵柄はお選びいただけません。 ※ドリンクメニューのご注文でもらえるステッカーと同じものです。 ※なくなり次第、配布終了となります。 全15種。 | 卵・小麦・乳       |
| デザートメニュー | デザートメニュー   | おそらく史上初梅干しを漬けた女性声優番組を記念した梅ぱふぇ | 各1,200円    | 梅味                                                      | デザートメニューはファーストオーダー時におひとり様いずれか1品のみご注文いただけます。 デザートメニューを1品ご注文につき、デザートステッカーが1枚もらえる! 【サイズ】H約150mm×W約約150mm 全1種類。※なくなり次第、配布終了となります。 | 卵・小麦・乳       |
| デザートメニュー | デザートメニュー   | ボインボインプレート                                       | 各1,200円    | 牛乳プリン味                                              | デザートメニューはファーストオーダー時におひとり様いずれか1品のみご注文いただけます。 デザートメニューを1品ご注文につき、デザートステッカーが1枚もらえる! 【サイズ】H約150mm×W約約150mm 全1種類。※なくなり次第、配布終了となります。 | 卵・小麦・乳       |

### アイテムショップ
※カフェを利用しなくとも、アイテムショップは利用可能。※商品は無くなり次第、終了。
| 商品名                                                                         | 価格(税8%込) | 説明 | 備考                                                                                              |
| ------------------------------------------------------------------------------ | ------------ | --- | ------------------------------------------------------------------------------------------------- |
| かなことさららプロデュースキッチン スクエアスカーフピン(全15種)                | 各600円      | 【サイズ】H約53mm×W約53mm かなこA、かなこB、かなこC、さららA、さららB、さららC、 かなさらA、かなさらB、かなさらC、かなさらD、かなさらE、かなさらF、 イラストA、イラストB、イラストC | ※お好きな絵柄をお選びいただけます。 ※1回のお会計で、おひとり様につき各2点までご購入いただけます。 |
| かなことさららプロデュースキッチン 撮り下ろしブロマイド 3枚セットA～F（全6種） | 各900円      | シークレットのブロマイドがプラスで1枚入ってるかも!? 【サイズ】H約127mm×W約89mm ※シークレットは直筆サイン入りブロマイド(セットと同じブロマイドとは限らない)                          | ※お好きな絵柄をお選びいただけます。 ※1回のお会計で、おひとり様につき各2点までご購入いただけます。 |
| かなことさららプロデュースキッチン アクリルチャームペアセット（全3種）         | 各1,200円    | 【サイズ】H約100mm×W約60mm以内 ※デザインにより、サイズが異なります。 | ※1回のお会計で、おひとり様につき各2点までご購入いただけます。                                     |
| かなことさららプロデュースキッチン レシピブック（全1種）                       | 2,160円      | 【サイズ】A4 | ※1回のお会計で、おひとり様につき2点までご購入いただけます。                                       |

### プレゼントキャンペーン
「かなことさららプロデュースキッチンで物販販売商品またはカフェメニューを3,000(税込)以上購入した客に、抽選で「かなことさらら」の関連グッズをプレゼントした。
はがき配布期間：2018年12月21日(金)～2019年1月6日(日)。応募締切：2019年1月14日(月・祝)当日消印有効
※物販販売商品・カフェメニューそれぞれ3,000円（税込）ごとに、応募はがき1枚。【例:6,000円（税込）なら2枚、9,000円（税込）なら3枚】
| 賞  | 商品                                       | 当選者数 | 備考                                                                               |
| --- | ------------------------------------------ | -------- | ---------------------------------------------------------------------------------- |
| A賞 | サイン入りエプロン                         | 2名様    | かなことさららプロデュースキッチンにてスタッフが着用していたエプロンと同デザイン。 |
| B賞 | サイン入りオリジナル哺乳瓶                 | 2名様    | 闇と狂気の哺乳瓶ドリンクとは別の哺乳瓶                                             |
| C賞 | スポンサー限定おしゃぶり風チャーム         | 5名様    |                                                                                    |
| D賞 | サイン入りレシピブック                     | 5名様    |                                                                                    |
| E賞 | ノベルティステッカーコンプリートセット     | 5名様    | ステッカーを収めたアルバムは2人のサイン入り。                                      |
| F賞 | トレーディング缶バッジ(コンプリートセット) | 2名様    |                                                                                    |